# Hoffman (Karolina Północna)
Hoffman – miasto w Stanach Zjednoczonych, w stanie Karolina Północna, w hrabstwie Richmond.